# Solar do Barão do Rio Real
O Solar do Barão do Rio Real ou Casa do Barão do Rio Real é um edifício localizado em Salvador, capital do estado brasileira da Bahia. O local foi tombado pelo Instituto do Patrimônio Histórico e Artístico Nacional (IPHAN), em 1938. A casa pertenceu ao barão do Rio Real, um senhor de engenho.
O solar é uma residência característica da fidalguia urbana do século XVIII e foi ademais uma das primeiras residências da região de Nazaré.
Em 2011, foi noticiado que a estrutura da casa teria sido danificada no contexto de obras realizadas em seu entorno.

## História

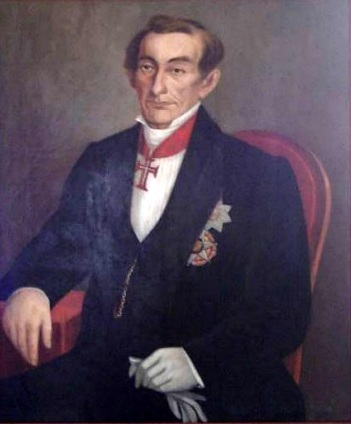
José Dantas "dos Imperiais" Itapicuru, o primeiro Barão do Rio Real. Retrato por João Francisco Lopes Rodrigues, localizado no IGHB.

O Solar do Barão do Rio Real era utilizado quando o barão, também proprietário do engenho Camuciatá, vinha para a capital.
Depois a propriedade passou a ser utilizada como pousada para os padres da Congregação das Missões.
Em torno de 1800, abrigou o Colégio Nossa Senhora de Lourdes.

## Arquitetura
A estrutura, com paredes de alvenaria de tijolos, contém dois pavimentos, um mirante, uma capela interna e um porão, separada da rua por um jardim gradeado. Conta adereços importados de Portugal, como bancos azulejos e jarrões de louça. No século XIX, foi adicionada à estrutura da casa a galeria envidraçada ao fundo.
Sua planta é característica das residências de luxo do século XVIII, com saguão central circundado por dois salões no térreo. Com pisos de mármore, arcadas em cantaria e escadaria trabalhada em madeira jacarandá. Nos outros pavimentos está o corredor central que serve de acesso para os quartos e alcovas. Seus forros possuem frisos dourados e as portas, guarnições lavradas. Ao lado direito da casa  encontra-se a cocheira.